# الدار الكبيرة (المغرب)
الدار الكبيرة هو قصر يقع بمدينة مكناس كان مقرا للعائلة المالكة العلوية وأقارب السلطان مولاي إسماعيل . وقد بٌنيِ ما بين عامي 1672 و1680.